# Jeunesse sportive Guelma
Pour les articles homonymes, voir JSG.
Maillots
La Jeunesse Sportive Guelma (en arabe : الشبيبة الرياضية قالمة), plus couramment abrégé en JS Guelma, est un club algérien de football fondé en 1917 puis disapru en 1962, et situé dans la ville de Guelma.
Il évoluait au stade Municipal de Guelma (actuellement stade Ali Abda).

## Histoire
La Jeunesse Sportive Guelma est créée en 1917 dans la ville de Guelma, par des amateurs de sport et de football.
- En 1950 le Football Olympique de Guelma fusion avec La Jeunesse Sportive Geulmoise pour devenir Jeunesse Olympique de Guelma

## Palmarès
| Compétitions nationales                                                                                   |
| --- |
| - Ligue de Constantine de Football Association: - Division d'honneur : - Champion (3): 1933, 1934 et 1935 |

### Classement en championnat de Constantine par année
- 1920-21 : Division d'Honneur, ?e
- 1921-22 : Division d'Honneur, ?e
- 1922-23 : Division d'Honneur, ?e
- 1923-24 : Division d'Honneur, ?e
- 1924-25 : Division d'Honneur, ?e
- 1925-26 : Division d'Honneur, ?e
- 1926-27 : Division d'Honneur, ?e
- 1927-28 : Division d'Honneur, ?e
- 1928-29 : Division d'Honneur, ?e
- 1929-30 : Division d'Honneur, ?e
- 1930-31 : Division d'Honneur, ?e
- 1931-32 : Division d'Honneur, ?e
- 1932-33 : Division d'Honneur, 1re Champion
- 1933-34 : Division d'Honneur, 1re Champion
- 1934-35 : Division d'Honneur, 1re Champion
- 1935-36 : Division d'Honneur, ?e
- 1936-37 : Division d'Honneur, ?e
- 1937-38 : Division d'Honneur, ?e
- 1938-39 : Division d'Honneur, ?e
- 1939-40 :
- 1940-41 :
- 1941-42 :
- 1942-43 :
- 1943-44 :
- 1944-45 :
- 1945-46 :
- 1946-47 :
- 1947-48 :
- 1948-49 :
- 1949-50 :
- 1950-51 :
- 1951-52 :
- 1952-53 :
- 1953-54 :
- 1954-55 :
- 1955-56 :
- 1956-57 :
- 1957-58 :
- 1958-59 :
- 1959-60 :
- 1960-61 :
- 1961-62 :

## Personnalités du club

### Présidents du club
- Toto Zuretti
- François Poggi
- Yves Leroy

### Entraîneur du club
- Marcel Espie
- Samuel Jean Claude
- Samuel Yves

### Anciens joueurs du club
Quelques joueurs qui ont marqué l'histoire de la JS Guelma.
- Larosa Alexandré
- Bertou Arella
- Delessert Lionel
- Scapa Henri
- Larosa Philippe